# Liste der Bodendenkmäler in Prien am Chiemsee
Auf dieser Seite sind die Bodendenkmäler in dem oberbayerischen Markt Prien am Chiemsee zusammengestellt. Diese Tabelle ist eine Teilliste der Liste der Bodendenkmäler in Bayern. Grundlage ist die Bayerische Denkmalliste, die auf Basis des Bayerischen Denkmalschutzgesetzes vom 1. Oktober 1973 erstmals erstellt wurde und seither durch das Bayerische Landesamt für Denkmalpflege geführt wird. Die folgenden Angaben ersetzen nicht die rechtsverbindliche Auskunft der Denkmalschutzbehörde.

## Bodendenkmäler in Prien am Chiemsee

### Bodendenkmäler in der Gemarkung Prien a.Chiemsee
| Lage                        | Objekt | Akten-Nr.     | Bild |
| --------------------------- | --- | ------------- | ---- |
| Prien a.Chiemsee (Standort) | Abschnittsbefestigung vor- und frühgeschichtlicher Zeitstellung oder Burgstall des hohen Mittelalters („Grieblinger Burgstall“). | D-1-8139-0004 |      |
| Prien a.Chiemsee (Standort) | Hofwüstung des späten Mittelalters und der frühen Neuzeit („Leiten“). | D-1-8139-0087 |      |
| Prien a.Chiemsee (Standort) | Siedlung der römischen Kaiserzeit. | D-1-8140-0060 |      |
| Prien a.Chiemsee (Standort) | Körpergräber der spätrömischen Kaiserzeit oder des frühen Mittelalters. | D-1-8140-0062 |      |
| Prien a.Chiemsee (Standort) | Villa rustica der römischen Kaiserzeit sowie Siedlung der Bronzezeit und Körpergräber des frühen Mittelalters. | D-1-8140-0068 |      |
| Prien a.Chiemsee (Standort) | Untertägige mittelalterliche und frühneuzeitliche Befunde und Funde im Bereich der katholischen Filialkirche St. Jakobus d. Ä. in Urschalling sowie Körpergräber des Mittelalters und der frühen Neuzeit.                                       | D-1-8140-0076 |      |
| Prien a.Chiemsee (Standort) | Bohlenweg vor- und frühgeschichtlicher Zeitstellung. | D-1-8140-0136 |      |
| Prien a.Chiemsee (Standort) | Untertägige mittelalterliche und frühneuzeitliche Befunde und Funde im Bereich der katholischen Pfarrkirche Mariä Himmelfahrt in Prien a.Chiemsee und ihrer Vorgängerbauten mit Armeseelenkapelle St. Johannes d.T. und aufgelassenem Friedhof. | D-1-8140-0140 |      |
| Prien a.Chiemsee (Standort) | Mühlenwüstung des späten Mittelalters und der frühen Neuzeit (Moosmühle). | D-1-8140-0151 |      |

### Bodendenkmäler in der Gemarkung Wildenwart
| Lage                  | Objekt                                                     | Akten-Nr.     | Bild |
| --------------------- | ---------------------------------------------------------- | ------------- | ---- |
| Wildenwart (Standort) | Burgstall des hohen oder späten Mittelalters („Ringburg“). | D-1-8139-0005 |      |